# 武夷山玉山竹
武夷山玉山竹（学名：Yushania wuyishanensis）为禾本科玉山竹属下的一个种。

## 扩展阅读
- 維基物種上的相關：武夷山玉山竹